# 日本クロージャー
日本クロージャー株式会社（にっぽんクロージャー、英: Nippon Closures Co., Ltd.）は、東京都品川区に本社を置く日本の金属キャップの製造販売会社。東洋製罐グループホールディングスの資本傘下に入っている。

## 沿革
（この節の出典）
- 1941年（昭和16年）1月17日 - 牛乳王冠の製造販売していた帝国王冠製造所が株式会社組織に改組・改称し、帝国王冠株式会社として創業。
- 1944年（昭和19年）12月19日 - 東京真空硝子株式会社と合併し、商号を帝国プレス工業株式会社と改称。
- 1951年（昭和26年）8月28日 - 株式会社クラウンコルク商会と合併し、商号を帝国クラウンコルク株式会社と改称。
- 1954年（昭和29年）6月1日 - 東洋製罐株式会社の資本系列下に参加。
- 1959年（昭和34年）9月1日 - 商号を日本クラウンコルク株式会社と改称。
- 2013年（平成25年）4月1日 - 商号を日本クロージャー株式会社と改称。

## 事業所
（この節の出典）
本社
- 東京都品川区東五反田2丁目18番1号 大崎フォレストビルディング18階

石岡工場
- 茨城県石岡市柏原10番地

平塚工場・技術開発センター・金型センター
- 神奈川県平塚市長瀞2番12号

小牧工場
- 愛知県小牧市下末字流180番地

岡山工場
- 岡山県勝田郡勝央町太平台60番1号